# Mutazione genetica

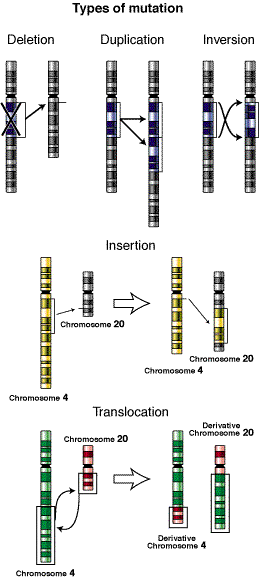
Tipi di mutazione

Per mutazione genetica si intende ogni modifica stabile nella sequenza nucleotidica di un genoma o più generalmente di materiale genetico (sia DNA che RNA) dovuta ad agenti esterni o al caso, ma non alla ricombinazione genetica. Una mutazione modifica quindi il genotipo di un individuo e può eventualmente modificarne il fenotipo a seconda delle sue caratteristiche e delle interazioni con l'ambiente.
Le mutazioni sono gli elementi di base grazie ai quali possono svolgersi i processi evolutivi. Le mutazioni determinano infatti la cosiddetta variabilità genetica, ovvero la condizione per cui gli organismi differiscono tra loro per uno o più caratteri. Su questa variabilità, tramite la ricombinazione genetica, opera la selezione naturale, la quale promuove le mutazioni favorevoli a scapito di quelle sfavorevoli o addirittura letali. 
Essendo una parte delle mutazioni non favorevoli, gli organismi hanno sviluppato diversi meccanismi per la riparazione del DNA dai vari danni che può subire, riducendo in questo modo il tasso di mutazione. Le mutazioni vengono distinte dai genetisti in base alla loro scala di azione: l'alterazione può riguardare un singolo gene, porzioni del genoma o l'intero corredo cromosomico.
Se le mutazioni avvengono in una cellula somatica queste, assieme ai relativi effetti, saranno presenti in tutte le cellule da essa derivate per mitosi; alcune di queste mutazioni possono rendere le cellule maligne e provocare il cancro,e sono responsabili di alcune malformazioni congenite. Se le mutazioni sono presenti nelle cellule delle linee germinali o nei gameti sono ereditate dalle generazioni successive e possono eventualmente provocare malattie genetiche ereditarie.

## Origine delle mutazioni
Le mutazioni vengono generalmente classificate in due classi a seconda della loro origine.

### Mutazioni spontanee
Le mutazioni spontanee, sono mutazioni provocate da fattori chimici endogeni e da errori nei processi che si attuano sul materiale genetico; la definizione di mutazione spontanea è di mutazione che avviene in assenza di agenti mutageni noti. Non sono molto frequenti, ma sono comunque inevitabili vista la intrinseca imperfezione di ogni meccanismo molecolare. Gli errori possono essere dovuti a:
- Tautomeria - una base è modificata per lo spostamento di un atomo di idrogeno.
- Deaminazione - reazione che trasforma una base azotata in una diversa; ad esempio provoca la transizione C → U (che può essere riparata); c'è anche la deaminazione spontanea della 5-metilcitosina in T e la deaminazione che determina A → HX (adenina → ipoxantina).
- Depurinazione - idrolisi del legame glicosidico e formazione di un nucleotide privo di base (di solito G o A).
- Danni ossidativi - dovuti alla formazione spontanea nella cellula di specie con atomi di ossigeno molto reattive, in grado di attaccare il DNA e causare danni al singolo o al doppio filamento e danneggiamento delle basi azotate.
- Errori nei processi di replicazione, della ricombinazione e della riparazione del DNA. Ad esempio può essere dovuta alla DNA polimerasi che aggiunge nucleotidi non corretti; ciò può generare una trasversione se c'è lo scambio di una purina con una pirimidina o viceversa; una transizione se c'è lo scambio di una purina con un'altra purina oppure di una pirimidina con un'altra pirimidina.

### Mutazioni indotte
Le mutazioni indotte sono invece prodotte dall'azione di particolari agenti fisici o chimici detti appunto agenti mutageni. È detto mutagenesi il processo che determina una mutazione indotta e mutagenizzato l'organismo in cui è stata prodotta la mutazione.
Si distinguono i danni per mutazioni indotte in:
- Sostituzione delle basi con molecole con struttura analoga a quelle comunemente presenti nel DNA ma che formano appaiamenti diversi e quindi errati.
- Aggiunta di gruppi sostituenti alle basi azotate: anche in questo caso generando molecole con capacità di appaiamento non corrette.
- Danneggiamento delle basi azotate: rompendo legami o aggiungendone di nuovi rispetto alla condizione normale.
- Inserzione o delezioni di basi.

I mutageni fisici sono soprattutto radiazioni ionizzanti (raggi X, raggi gamma) e non ionizzanti (raggi UV); gli agenti chimici sono molto numerosi e appartengono a diverse classi di composti. Oltre che per la natura i mutageni differiscono anche per spettro mutazionale, ovvero per il tipo (o i tipi) di mutazione che possono provocare. Spesso una stessa conseguenza può essere causata da mutageni diversi (anche per natura), anche se generalmente i meccanismi con cui essi hanno agito sono profondamente diversi.
Un'importante differenza tra mutageni fisici e chimici è che i primi agiscono indipendentemente dall'organismo; i mutageni chimici invece possono avere effetti diversi in funzione del sistema biologico. Mentre una radiazione, infatti, colpisce direttamente il materiale genetico, un composto chimico può interagire con altre molecole (enzimi, metaboliti, specie reattive...) presenti nella cellula che ne possono variare le caratteristiche.

## Mutazioni geniche
Sono le mutazioni che alterano un singolo gene e dunque le più "piccole" che si possono avere. In quanto tali non sono visibili attraverso analisi al microscopio (tranne alcuni casi estremi), ma possono essere riscontrate solo tramite analisi genetiche. Le mutazioni geniche portano alla formazione di nuove forme geniche, ovvero di nuovi alleli, detti appunto alleli mutanti. In quanto tali questi sono rari nella popolazione e si differenziano dagli alleli più diffusi detti invece tipi selvatici.
Bisogna però far distinzione anche tra alleli mutanti e morfi. I morfi sono infatti due o più alleli di uno stesso gene con frequenza superiore all'1% (polimorfismo). Alla luce di questo ne deriva che il concetto di mutazione non è assoluto: un gene potrà subire una mutazione; se l'allele mutante però troverà le condizioni per diffondersi nella popolazione e superare la frequenza dell'1% non si parlerà più di mutazione ma di morfo.
Possono essere distinte in tre categorie: mutazioni puntiformi, mutazioni dinamiche e riarrangiamenti genici strutturali.

### Mutazioni puntiformi

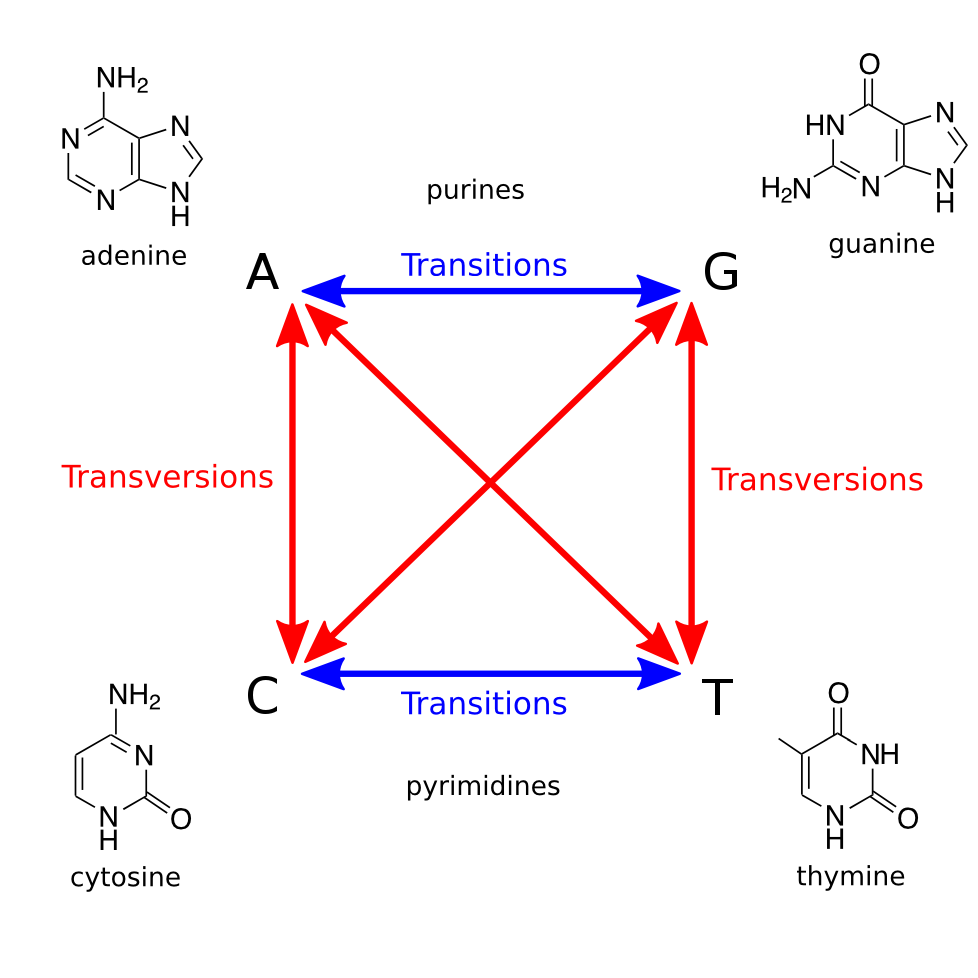
Definizione di transizione genica e di trasversione. Entrambe sono mutazioni che vengono comunemente causate da composti genotossici.

Una mutazione puntiforme è una variazione di sequenza del DNA che interessa uno o pochi nucleotidi ma è possibile considerare "puntiformi" anche mutazioni fino a 50 nucleotidi. Molte mutazioni puntiformi sono probabilmente senza effetto, in tal caso si dice che sono neutre, infatti gran parte del DNA in un genoma eucariotico non codifica prodotti proteici ed è incerto se il cambiamento di una singola base nucleotidica in questa parte silente del DNA possa influire sulla salute di un organismo. Tuttavia, una singola mutazione puntiforme può però anche avere un notevole impatto sul fenotipo come accade ad esempio nell'anemia falciforme.

#### Sostituzione di basi
Le mutazioni per sostituzione di basi determinano lo scambio di un nucleotide con un altro. Sono definite transizioni qualora vi sia uno scambio di una purina con altra purina (A > G) o di una pirimidina con un'altra pirimidina (C > T); si dicono invece transversioni quando lo scambio è di una purina con una pirimidina o viceversa (C/T > A/G). In genere le transizioni sono più frequenti delle transversioni.
Le mutazioni puntiformi possono essere di sei tipologie: silenti, missenso, delezioni o inserzioni in frame, inserzioni nonsenso, mutazioni frame-shift o mutazioni di splicing.
- Le mutazioni silenti o sinonime si verificano quando la sostituzione di una base azotata in una sequenza di DNA non determina variazione della sequenza amminoacidica della proteina interessata.  Se per esempio la tripletta TTT muta in TTC, si avrà una transizione (T > C) in terza posizione della tripletta, ma l'amminoacido codificato a partire dalla tripletta di mRNA corrispondente (UUC) sarà sempre fenilalanina a causa della ridondanza del nostro codice genetico che è degenerato.  Le mutazioni silenti sono in prevalenza neutre poiché l'amminoacido non cambia e di conseguenza non cambia neppure la funzionalità della proteina codificata all'interno della quale si trova la tripletta mutata.[2]   Molte delle mutazioni responsabili di un alterato processo di splicing si verificano nelle brevi sequenze ESE (Exon Splicing Enhancer) di alcuni esoni, che sono fondamentali per uno splicing corretto, dal momento che vi si legano alcune proteine coinvolte nella regolazione di questo processo.  Quando si verificano mutazioni in queste sequenze può verificarsi l'inclusione di introni nell'mRNA maturo, il quale, se venisse codificato, porterebbe a proteine anomale.  Mutazioni silenti alle sequenze ESS (Exonic Splicing Silencer) coinvolte anch'esse nel meccanismo di splicing del trascritto primario, possono invece portare all'esclusione di un esone dall'mRNA maturo e di conseguenza alla codifica di proteine tronche da parte dei ribosomi.
- Le mutazioni missenso si verificano quando all'interno di una sequenza di DNA viene sostituita una base azotata in modo tale che la sequenza amminoacidica sia modificata.   Se per esempio la tripletta TTT muta in TCT , con una transizione della base in seconda posizione (T > C), l'amminoacido codificato non sarà più fenilalanina ma serina.   Questo tipo di mutazioni può essere neutra e non determinare nessun fenotipo specifico rappresentando semplicemente un polimorfismo a singolo nucleotide (SNP) o una variante privata, ma può anche dare origine a patologie gravi come l'anemia falciforme.  Generalmente si può ritenere neutra una mutazione missenso qualora l'amminoacido sostituito sia presente senza mostrare un fenotipo patologico in un determinato numero di individui sotto forma di polimorfismo a singolo nucleotide o di variante privata, oppure qualora l'amminoacido codificato abbia proprietà simili a quello originario (per esempio una sostituzione di acido glutammico con acido aspartico).   La mutazione può però dare origine a condizioni patologiche quando l'amminoacido codificato dalla nuova tripletta presenta proprietà molto diverse dal precedente (per esempio la sostituzione di una valina con acido aspartico), qualora non sia stata riscontrata in casi precedenti o in ambito parentale oppure quando si verifica in una regione altamente conservata di una proteina. Spesso infatti anche una singola mutazione in una regione altamente conservata di una proteina le fa perdere funzionalità.
- Le delezioni in frame e le inserzioni in frame determinano rispettivamente l'eliminazione di una tripletta o di un numero di nucleotidi divisibili per 3 oppure l'inserzione di una tripletta o di un numero di nucleotidi divisibili per 3.   Sono "in frame" poiché non spostano la cornice di lettura a livello ribosomiale, questo infatti comporterebbe il pressoché totale cambiamento della sequenza amminoacidica di una proteina.   Questo tipo di mutazioni determina l'eliminazione o l'aggiunta di amminoacidi nella proteina codificata a partire dall'mRNA maturo che le contiene.  Le conseguenze di queste mutazioni sono molto varie.
- Le mutazioni non senso si verificano quando una mutazione ad un nucleotide di una tripletta determina la trasformazione di un codone codificante un amminoacido in un codone di stop.   Per esempio la tripletta AGC codificante la serina è sostituita da ATC, che verrà trascritto nell'mRNA come UAG, uno dei tre codoni di stop.   La conseguenza è che la proteina codificata non viene esportata oppure, se codificata, è tronca, poiché la traduzione si conclude al codone di stop ignorandone le triplette a valle.   La conseguenza di questa mutazione è una proteina tronca non funzionale o nociva. Se però il codone di stop si trova ad almeno 50 nucleotidi dalla sequenza di splicing più vicina nell'mRNA, la cellula attiva un meccanismo di protezione noto come NMD (Nonsense Mediated Decay) che degrada l'mRNA mutato.  In alternativa, è possibile che si attivi un altro meccanismo noto come NAS (Nonsense-associated Alterated Splicing) che esclude l'esone contenente la tripletta mutata in codone di stop, permettendo l'associazione degli altri esoni in una proteina più corta.
- Le mutazioni frame-shift sono dovute a delezione o inserzioni di un numero di nucleotidi non divisibile per 3, questo comporta lo spostamento della cornice di lettura a valle della mutazione e quindi la codificazione di una sequenza amminoacidica non corrispondente a quella del trascritto originario.[3]   La conseguenza è la produzione di proteine anomale che hanno solo porzioni di sequenza corrispondenti all'originaria o la mancata esportazione o traduzione dell'mRNA mutato.

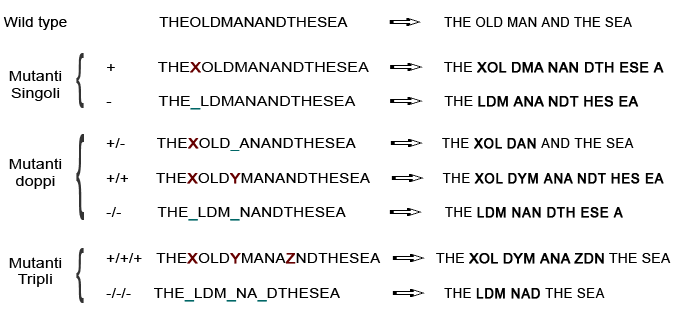
Esempi di effetti di mutazioni frameshift

- Le mutazioni di splicing sono un insieme di quattro tipi di mutazioni che coinvolgono sequenze importanti per lo splicing del pre-mRNA.   Una prima tipologia coinvolge il sito donatore di splicing (GT) o il sito accettore (di norma AG).  Mutazioni in questi due marcatori iniziale e finale di una sequenza intronica possono portare all'inclusione dell'introne nel trascritto maturo oppure ad uno splicing non corretto.   Una seconda tipologia coinvolge brevi sequenze consenso a monte e a valle del sito donatore e del sito accettore, oppure una sequenza consenso del sito di biforcazione (branch-site).   Una terza tipologia coinvolge mutazioni in una sequenza ESE o ESS e può essere ascritta anche alle mutazioni silenti.  Infine un'ultima tipologia coinvolge mutazioni che creano nuove sequenze consenso all'interno di un introne, e in tal caso questo o sue parti possono venire incluse nel trascritto, oppure in un esone, in tal caso si verifica l'exon skipping.

#### Mutazioni in regioni regolatrici della trascrizione
Mutazioni puntiformi possono anche verificarsi all'interno della regione regolatrice di un gene. Ciò può determinare conseguenze molto variabili che vanno da nessun effetto fenotipico a cambiamenti dell'espressione genica che danno origine a gravi patologie.
Gli studio di genetica hanno evidenziato che l'entropia di una sorgente genetica crescente nel tempo, misura l'accumulo di mutazioni degenarative nel DNA, progressivo nelle generazioni di cellule riprodotte dall'organismo, così come attraverso le generazioni di individui.
 
Anche qualora le mutazioni casuali o indotte dall'uomo siano classificate come favorevoli (in un orizzonte di breve termine, contro una malattia), risultano in genere associate ad una perdita dell'informazione del gene e ad una riduzione della sua funzionalità nei processi organici ordinari.

### Mutazioni dinamiche
Le mutazioni dinamiche sono dovute alla ripetizione di triplette nucleotidiche all'interno di una regione codificante (in questo caso la tripletta più frequente è CAG che codifica la glutammina) o non-codificante di un gene. La mutazione, che si origina nel corso della replicazione del DNA, provoca una variazione nel numero di queste sequenze ripetute; il nuovo filamento di DNA potrà presentarne in eccesso o in difetto. Il fenomeno che causa la mutazione è detto slittamento della replicazione (replication slippage) ed è dovuto al cattivo appaiamento dei due filamenti complementari. Malattie genetiche associate a questo tipo di mutazione sono la Corea di Huntington e la sindrome dell'X fragile.

### Riarrangiamenti genici strutturali
I riarrangiamenti genici strutturali comprendono tutte quelle mutazioni che alterano il genoma variando la struttura dei cromosomi (mutazioni cromosomiche) o il numero dei cromosomi (mutazioni genomiche). Sono definite anche anomalie citogenetiche o anomalie cariotipiche. Queste alterazioni normalmente sono una conseguenza di un errore durante la divisione cellulare, nella meiosi o nella mitosi. A differenza delle mutazioni geniche che sono riscontrabili solo tramite analisi genetica, queste possono in molti casi essere visibili anche al microscopio, in quanto portano alla formazione di particolari strutture cromosomiche nella fase di appaiamento. Le loro conseguenze possono variare da nessun effetto fenotipico qualora le mutazioni coinvolgano sequenze ripetute a patologie genetiche gravi. 

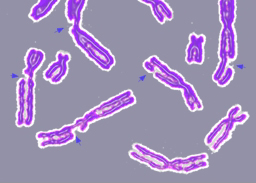
Cromosomi danneggiati: a partire da rotture del doppio filamento di DNA si possono originare le anomalie cromosomiche

### Mutazioni cromosomiche
Si parla di mutazioni cromosomiche o anomalie cromosomiche quando è la struttura di uno o più cromosomi ad essere alterata. Le mutazioni cromosomiche possono essere di sei tipi: delezioni o duplicazioni, inversioni, traslocazioni, conversioni geniche, trasposizioni e cromosomi ad anello.
- Le delezioni e duplicazioni sono dovute ad errori nel processo della ricombinazione omologa, detta anche crossing-over, che si verifica nella meiosi. A causa della presenza di geni che hanno un alto grado di omologia, di pseudogeni o di sequenze ripetute si possono verificare errori nell'appaiamento dei cromosomi, tali che i frammenti di DNA scambiati tra i due cromosomi non sono eguali, per cui si verifica una delezione su uno e una duplicazione sull'altro. Può capitare che durante una ricombinazione non-omologa dovuta ad un riarrangiamento non corretto alcuni geni all'interno di blocchi di DNA siano collocati presso un'area a forte presenza eterocromatica. In questo caso è possibile che questi geni vengano inattivati mediante il fenomeno dell'effetto di posizione. Disturbi associati a questa anomalia sono la sindrome di Wolf-Hirschhorn, che è causata dalla perdita di parte del braccio corto del cromosoma 4, e la sindrome di Jacobsen, originata dalla delezione della parte terminale del cromosoma 11. Alcuni disturbi conosciuti dovuti a duplicazione sono la sindrome di Bloom e la sindrome di Rett.
- La traslocazione avviene quando una regione di un cromosoma viene trasferita in un'altra posizione dello stesso cromosoma o di un altro; ci sono due tipi principali di traslocazioni: la traslocazione reciproca e la traslocazione robertsoniana.
- L'inversione è una mutazione dovuta all'inversione dell'orientamento di una regione di un cromosoma che causa un'inversione dell'ordine dei geni. Sono dovute alla forte presenza di sequenze duplicate o invertite presso il gene interessato. L'omologia delle due sequenze determina il ripiegamento del DNA e il loro appaiamento. La cellula interviene effettuando una ricombinazione non omologa che determina l'inversione della regione compresa tra le due ripetizioni.
- La conversione genica è una mutazione in cui si hanno trasferimenti non reciproci di sequenze di DNA tra geni o alleli, nel primo caso la conversione è interallelica nel secondo caso si dice che è interlocus. Delle due sequenze, quella che rimane invariata è detta donatore, quella che viene modificata è detta accettore.
- La trasposizione si verifica quando un elemento trasponibile come LINE o SINE si integra nel genoma dopo essere stato retrotrascritto. Tale mutazione può non avere nessun effetto fenotipico se interessa regioni ripetute, ma può dare origine a patologie quando la trasposizione avviene all'interno di un gene attivamente trascritto.
- L'anello si verifica quando le due estremità di un cromosoma si appaiano tra loro, formando un anello. Quest'anomalia può comportare, o meno, perdita di materiale genetico.

### Mutazioni del cariotipo
Si parla di mutazione genomiche o anomalie cariotipiche quando un organismo presenta dei cromosomi in più o in meno rispetto al normale.
Se sono presenti interi corredi cromosomici in più o in meno si parla di euploidia aberrante; se invece è solo una parte del corredo in eccesso o in difetto l'anomalia è chiamata aneuploidia.
Nell'uomo e, in generale, in tutti gli organismi diploidi, che hanno dunque coppie di cromosomi omologhi, le forme di aneuploidia più frequenti sono la mancanza di un cromosoma da una coppia (monosomia) o la presenza di un cromosoma in più in una coppia (trisomia). Più raro è il caso di perdita di una coppia intera (nullisomia).
Un esempio degli effetti di un'anomalia di questo tipo è la sindrome di Down, chiamata anche trisomia 21; gli individui affetti da questa sindrome hanno tre copie del cromosoma 21, invece che due. La sindrome di Turner è invece un esempio di monosomia; gli individui nati con questa anomalia possiedono un solo cromosoma sessuale, quello femminile X. Tra gli organismi aploidi i casi più diffusi di aneuploidia consistono nella presenza di un cromosoma soprannumerario (disomia).

### Effetti delle mutazioni su larga scala
Anche per questa categoria di mutazioni le possibili conseguenze sull'organismo sono variabili. In generale ci sarà effetto ogni volta che, nella modificazione del cromosoma o del genoma, si altera anche la sequenza o il numero di uno o più geni. A differenza delle mutazioni geniche in questo caso gli effetti saranno sempre negativi.
- Per tutte le mutazioni cromosomiche è necessaria la rottura del doppio filamento in almeno un punto per permettere il successivo riarrangiamento: se la rottura avviene all'interno di un gene al termine del processo la sua sequenza sarà mutata. Ad esempio, in un'inversione, se le fratture sono avvenute in sequenze codificanti, a seguito del diverso orientamento del frammento reinserito, i geni alle estremità avranno parte della sequenza giusta e parte proveniente dall'altra estremità del frammento, quindi sbagliata (i geni interni al frammento invece non saranno mutati ma solo invertiti nell'ordine). La situazione è analoga per le traslocazioni. Le delezioni e le duplicazioni invece avranno ulteriori conseguenze, essendo riarrangiamenti che alterano non la disposizione ma la quantità di materiale genetico. La delezione avrà effetti negativi proporzionali alla dimensione del frammento deleto. La duplicazione aumenta il numero di copie dei geni contenuti nel frammento duplicato: anche questo però ha conseguenze dannose perché determina uno squilibrio genico.
- In modo analogo nelle mutazioni del cariotipo si ha un aumento o una diminuzione delle dimensioni del genoma cellulare. L'auploidia aberrante è rara ma comunque letale negli animali (tranne rare eccezioni), può essere anche determinante invece nelle piante. Recenti studi invece hanno ormai dimostrato che l'aneuploidia è una delle dirette cause di molti tumori (e non una conseguenza come si era anche pensato)[5].

## Altre mutazioni
- Mutazioni da sistemi di riparazione: paradossalmente mutazioni genetiche possono essere inserite anche da particolari processi di riparazione del DNA. Può capitare infatti che determinati danni del DNA non siano riconosciuti e riparati da nessun macchinario preposto a questo compito, fino al successivo ciclo di replicazione: se questi danni (come ad esempio i fotoprodotti indotti dalle radiazioni ultraviolette) bloccano l'azione della DNA polimerasi, cioè impediscono di replicare il DNA a valle del danno, determinano la perdita di materiale genetico con conseguenze praticamente sempre letali per la cellula figlia. Si sono allora sviluppati meccanismi di riparazione cosiddetti SOS, che agiscono in questi casi estremi: le polimerasi di questo sistema non si bloccano, ma aggiungono lo stesso nucleotidi davanti al danno; nella gran parte dei casi però l'aggiunta è casuale e quindi con alto rischio di aggiungere nucleotidi non corretti; quindi di provocare mutazioni. Un altro sistema con conseguenze analoghe è il sistema di riparazione delle rotture del doppio filamento di DNA che non sfrutta l'omologia: il cosiddetto NHEJ (non-homologous end joining, giunzione delle estremità non omologhe). Anche qui per riparare la rottura e evitare di perdere il frammento privo di centromero nel successivo ciclo meiotico o mitotico il sistema provoca delezioni delle sequenze adiacenti alla rottura. In entrambi i casi quindi i sistemi evitano un danno molto grande, ma devono pagare come prezzo l'inserimento di mutazioni anch'esse potenzialmente dannose.
- Mutazioni condizionali: sono mutazioni che pur presenti hanno un effetto soltanto in determinate condizioni ambientali. I casi più diffuso, tra gli aploidi, sono le mutazioni sensibili alla temperatura; che agiscono cioè solo al di sopra (o di sotto) di determinate soglie di temperatura.
- Mutazioni per trasposizione: sono dovute all'inserimento, all'interno della sequenza codificante o di regolazione, di elementi trasponibili o trasposoni. Questi determinano l'inattivazione completa del gene, ma essendo elementi dinamici, possono fuoriuscire dal gene e ristabilire la sua sequenza corretta.

### Effetti delle mutazioni geniche
Gli effetti possono essere notevolmente diversi a seconda del tipo di mutazione e della posizione in cui questa si verifica. Una mutazione può non portare a nessuna conseguenza e questo quando interessa DNA che non codifica (o meglio sembra non codificare) nessun prodotto genico (il cosiddetto junk DNA o DNA spazzatura ). Se la mutazione va invece ad alterare le sequenze codificanti, ovvero i geni, si ha una variazione nel tipo o nella quantità del corrispettivo prodotto genico, che può essere una proteina o RNA funzionale (rRNA, tRNA, snRNA ecc.). Parliamo in questo caso di mutazione biochimica; se la mutazione biochimica porta a una variazione visibile del fenotipo si parla di mutazione morfologica.
Inoltre distinguiamo, sempre in relazione agli effetti, in:
- mutazione positiva: porta un vantaggio evolutivo;
- mutazione neutra: non risulta in un depotenziamento della capacità riproduttiva dell'individuo;
- mutazione disvitale o semiletale: rende più difficoltosa la perpetuazione riproduttiva dell'individuo (il tipico esempio sono le malattie genetiche che debilitano in qualche modo l'individuo, rendendolo meno capace di riprodursi, senza però impedirglielo totalmente);
- mutazione subletale: non permette all'individuo di raggiungere l'età riproduttiva;
- mutazione letale: porta alla morte dell'individuo in fase embrionale o fetale.

L'efficacia della mutazione, sia positiva che negativa, dipende poi dal tipo di allele mutato così creato; questo potrà essere infatti dominante o recessivo. Nei diploidi se è dominante avrà sempre effetto (sia in un eterozigote che in un omozigote dominante); se è recessivo, essendo aploinsufficiente, per avere effetto ha bisogno che anche l'altro elemento della coppia genica sia mutato (individuo omozigote recessivo). Negli aploidi, che sono emizigoti, la mutazione avrà invece sempre effetto.
Le mutazioni possono essere in alcuni casi pleiotropiche, ovvero possono dar luogo a più effetti: ad esempio nel topo (Mus musculus), un comune allele mutante e dominante in condizioni di eterozigosi determina una variazione del colore del mantello; in omozigosi, cioè quando l'allele mutato è presente in duplice copia, provoca invece la morte dell'animale prima ancora della nascita. Si può presumere quindi che il gene mutato controlli non solo il colore della pelliccia, ma anche qualche altro processo biochimico vitale per l'organismo.

### Reversione e soppressione
A differenza di mutazioni su larga scala, quelle puntiformi possono essere soggette a reversione: attraverso altre mutazioni le prime possono scomparire o ne può scomparire l'effetto sull'organismo. Nel primo caso parliamo di reversione in senso stretto: la mutazione revertente può riportare il codone mutato così com'era originariamente (si parla comunemente di retromutazione); oppure la mutazione può alterare sempre il codone mutato trasformandolo in uno diverso da quello iniziale, ma codificante lo stesso amminoacido (reversione di sito). Nel caso in cui la seconda mutazione occorra su un codone diverso si parla di soppressione: la soppressione potrà essere interna se il codone è all'interno del gene mutato o esterna se appartiene ad un altro gene. Un esempio di soppressione interna è una delezione (o un'inserzione) che annulla l'effetto di una inserzione (o delezione) nello stesso gene. Il caso più comune di soppressione esterna è invece la mutazione nell'anticodone di un tRNA che annulla quella avvenuta nel codone complementare.

### Nomenclatura
È stata sviluppata una particolare nomenclatura per specificare il tipo di mutazione e il tipo di base o amminoacido cambiato.
- Sostituzione di un amminoacido - (ad esempio D111E) La prima lettera rappresenta il codice (ad una lettera) dell'amminoacido originariamente presente; il numero indica la posizione dell'amminoacido a partire dall'estremità N-terminale; la seconda lettera è il codice dell'amminoacido sostituito in seguito alla mutazione. Se la seconda lettera è una X vuol dire che un qualunque amminoacido può sostituire quello iniziale.
- Delezione di un amminoacido - (ad esempio ΔF508) Il simbolo greco Δ (delta) indica una delezione; la lettera rappresenta l'amminoacido deleto; il numero è la posizione, sempre dall'N-terminale, dove si trovava l'amminoacido nella sequenza prima della delezione.

## Storia

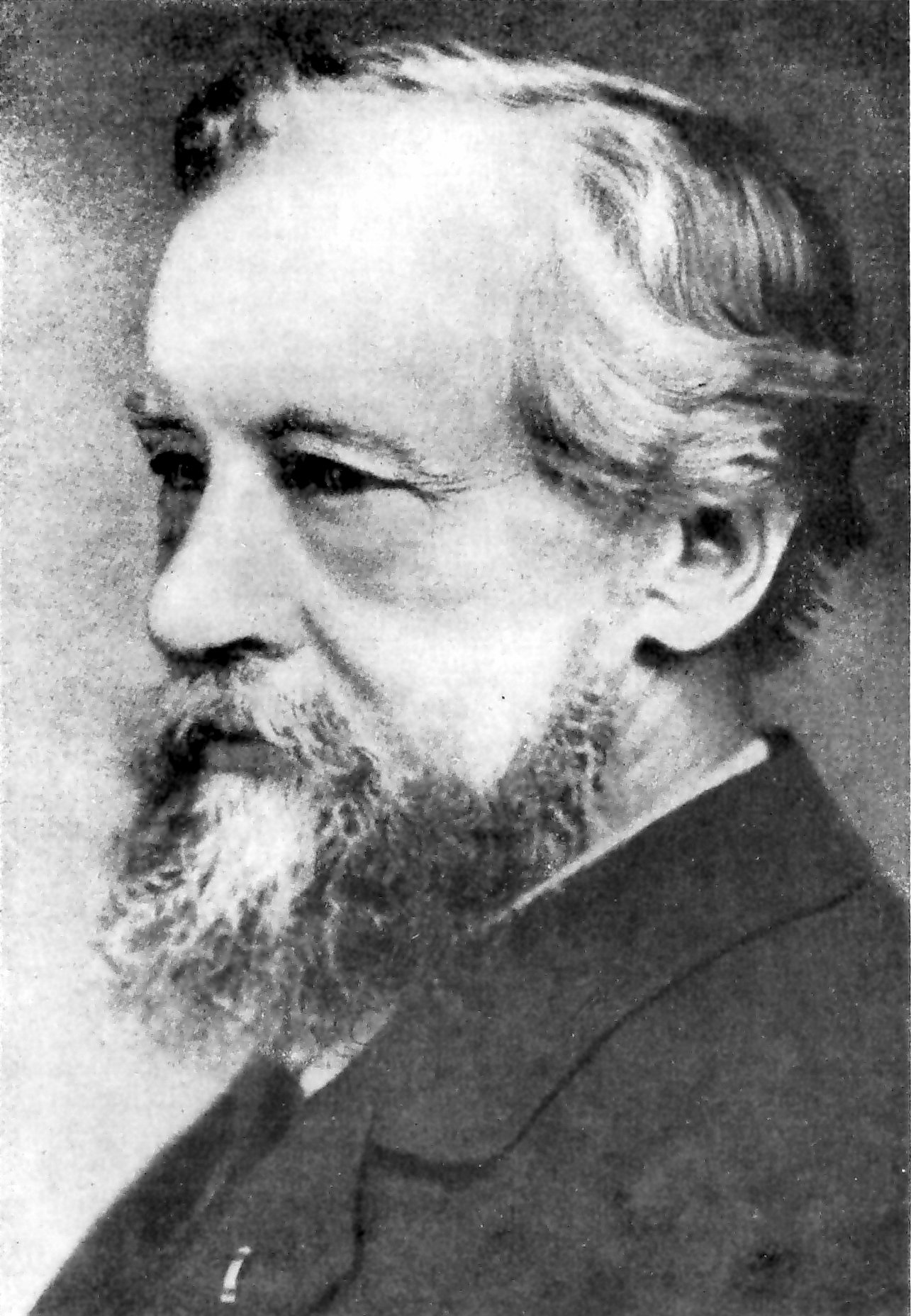
Il naturalista Hugo de Vries

Il primo a introdurre il termine mutazione nel campo della genetica fu Hugo de Vries, nel 1901, che lo riferiva però alle brusche variazioni nei caratteri di un organismo; in particolare osservando come nella progenie di un ceppo della pianta Oenothera lamarckiana si potevano ottenere alcuni individui inaspettatamente giganti. Il concetto di mutazione così come è inteso oggi, invece, fu usato solo a partire dal 1927.
In generale si può dire, comunque, che le mutazioni genetiche hanno avuto un ruolo essenziale ancora prima, fin dagli albori della genetica; già nei celebri lavori del padre della genetica, Gregor Mendel, infatti, i fenotipi come il colore bianco dei petali o giallo dei semi maturi, usati per formulare le sue leggi, non erano che dovute a mutazioni inattivanti dei corrispettivi geni.

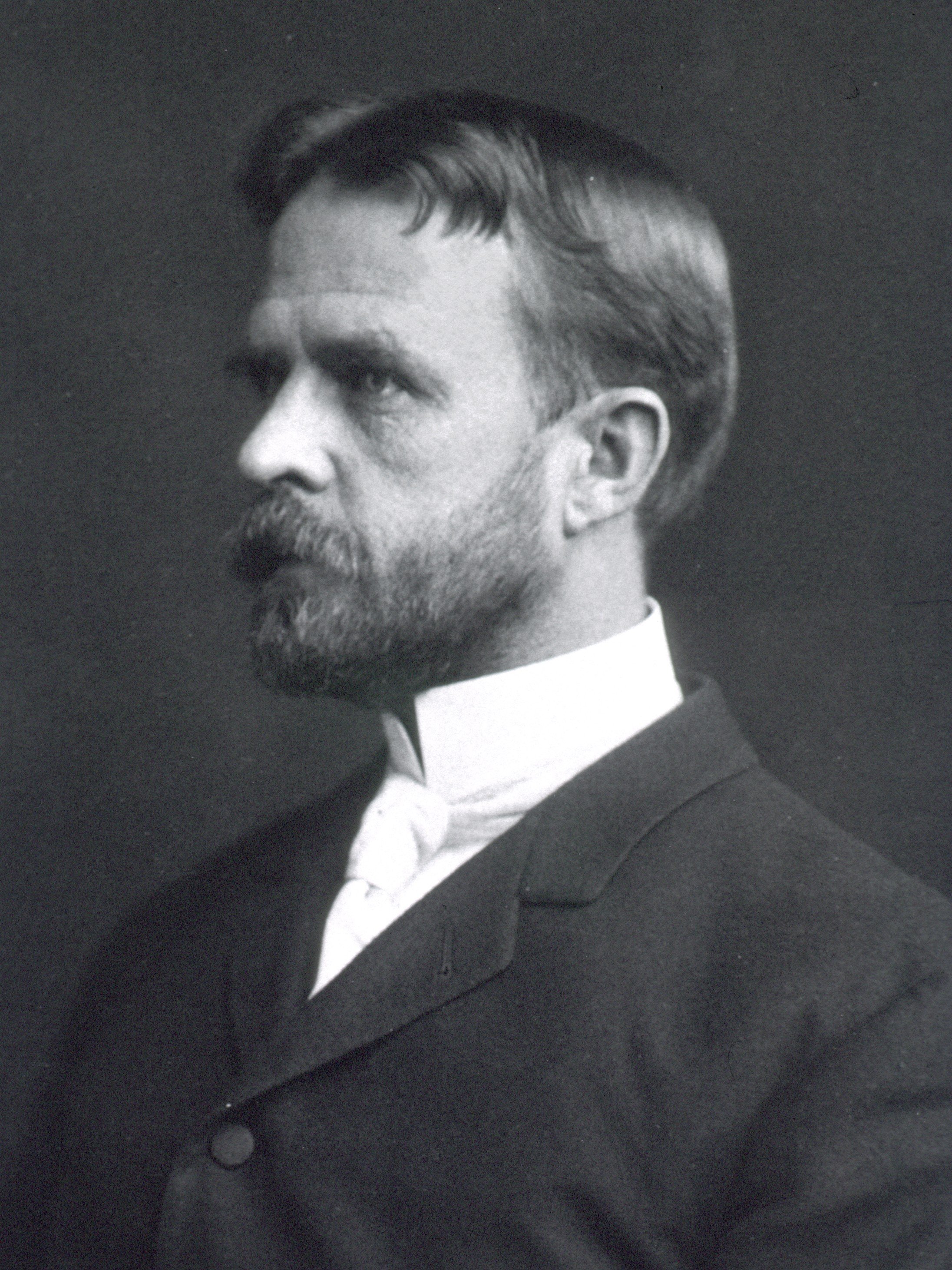
Thomas Hunt Morgan

Il primo "sfruttamento" consapevole delle mutazioni avviene a partire dagli studi, condotti ai primi del 900 da Thomas Hunt Morgan e il suo cosiddetto fly group, sul moscerino della frutta Drosophila melanogaster. Morgan e colleghi portarono le prime importanti prove sperimentali della teoria cromosomica dell'ereditarietà, che ipotizzava per la prima volta una stretta connessione tra geni e cromosomi. I ricercatori isolarono in una vasta popolazione di insetti un moscerino dagli occhi bianchi (mentre nel fenotipo selvatico erano rossi). Anche qui il fenotipo particolare era stato provocato da una mutazione spontanea nel gene per il colore degli occhi. 
Mutazione che aveva prodotto una nuova forma allelica; gli incroci tra individui con alleli diversi hanno permesso di ottenere i risultati sopra detti. Morgan isolò per questi incroci, dopo il caso del moscerino dagli occhi bianchi, ben 83 ceppi ciascuno con mutazioni su geni diversi. Le mutazioni ebbero poi un ruolo sempre più crescente da quando furono scoperti i primi agenti mutageni. La maggior parte degli esperimenti chiave nella storia della genetica fecero uso di mutazioni indotte: nel 1941, nel loro celebre esperimento che portò al dogma un gene-un enzima, Edward Lawrie Tatum e George Wells Beadle fecero ad esempio uso di ceppi di Neurospora crassa mutagenizzati tramite raggi X. In modo analogo Tatum e Joshua Lederberg nel 1946 usarono mutazioni in ceppi di Escherichia coli per dimostrare l'esistenza del processo di coniugazione batterica.
Un importante capitolo nella storia delle mutazioni nella genetica riguarda la disputa sull'origine delle mutazioni nei batteri. Intorno agli anni quaranta infatti alcuni batteriologi misero in dubbio che le mutazioni potessero avvenire nei batteri in modo del tutto spontaneo (come era invece accettato per gli organismi superiori) essi ritenevano piuttosto che le mutazioni erano indotte dalla presenza di particolari condizioni ambientali. Ad esempio, i batteri che sopravvivevano in seguito all'aggiunta di un batteriofago avevano acquisito la resistenza grazie a una mutazione indotta dalla stessa presenza dei fagi (teoria adattativa). Numerosi altri studiosi invece erano convinti che le mutazioni si verificassero così come in tutti gli altri organismi, spontaneamente. Quest'ultima teoria (teoria genetica) fu definitivamente dimostrata da due celebri esperimenti: il cosiddetto test di fluttuazione (o di Salvador Luria e Max Delbrück), sviluppato nel 1943 e la tecnica della piastratura delle repliche ideata da Joshua e Esther Lederberg.

## Applicazioni nelle analisi genetiche
Gli studi genetici che fanno uso di mutazioni possono essere distinte in due categorie a seconda dello scopo dello studio e dei dati che si posseggono: studi di genetica diretta e di genetica indiretta. Il primo approccio è usato qualora si vogliano determinare i geni che in un organismo sono correlati a una certa funzione: in questo caso l'organismo viene esposto a mutageni e successivamente il genetista compie la cosiddetta "caccia al mutante", in cui va a ricercare gli individui i cui sono stati alterati i fenotipi correlati alla funzione che si sta studiando. A questo punto si determina la posizione del gene mutato tramite incroci si isola e si analizza in dettaglio: ne si determina la sequenza nucleotidica e si osserva per quale prodotto genico codifica. Nella genetica diretta quindi si parte dal fenotipo per vedere da quale genotipo è causato. Il secondo tipo di studio compie invece il percorso inverso: parte dal genotipo per studiare il fenotipo: si parte in genere da una sequenza di DNA o RNA nota o addirittura da un prodotto genico (di solito una proteina), si mutagenizzano in modo selettivo e si vede che effetti fenotipo causano nell'organismo; si parla in questo caso anche di silenziamento genico.

### Mutagenesi sito specifica
Molto importanti sono le tecniche che permettono di ottenere mutazioni sito specifiche; mutazioni cioè indotte in modo selettivo nelle zone di interesse di una sequenza. In questo modo per esempio è possibile inserire una mutazione in un particolare dominio di una proteina e, saggiando le conseguenze, determinarne la funzione.

### Test di mutagenesi
I test di mutagenesi sono procedure in cui cellule, tessuti o interi organismi sono esposti all'azione di una sostanza chimica, per verificarne e/o quantificarne la mutagenicità; i sistemi biologici in esame sono quindi studiati, dopo un certo periodo di incubazione, e analizzati per vedere la presenza di eventuali mutazioni. In generale la capacità mutagena di un agente è direttamente proporzionale ai mutanti identificati al termine del test. I test routinari sono svolti su batteri, essendo sistemi più conosciuti e di più facile utilizzo. I test sono però volti a scoprire il danno che una sostanza può creare all'uomo, il quale ha, ovviamente, molte caratteristiche biologiche diverse dai procarioti; per questo si procede a modificare geneticamente i batteri usati nei test per mimare un sistema il più vicino possibile a quello umano, oppure si usano cellule di mammifero (solitamente di roditori). Tra i test più usati ci sono il test di Ames e il test del micronucleo.

#### Il test di Ames

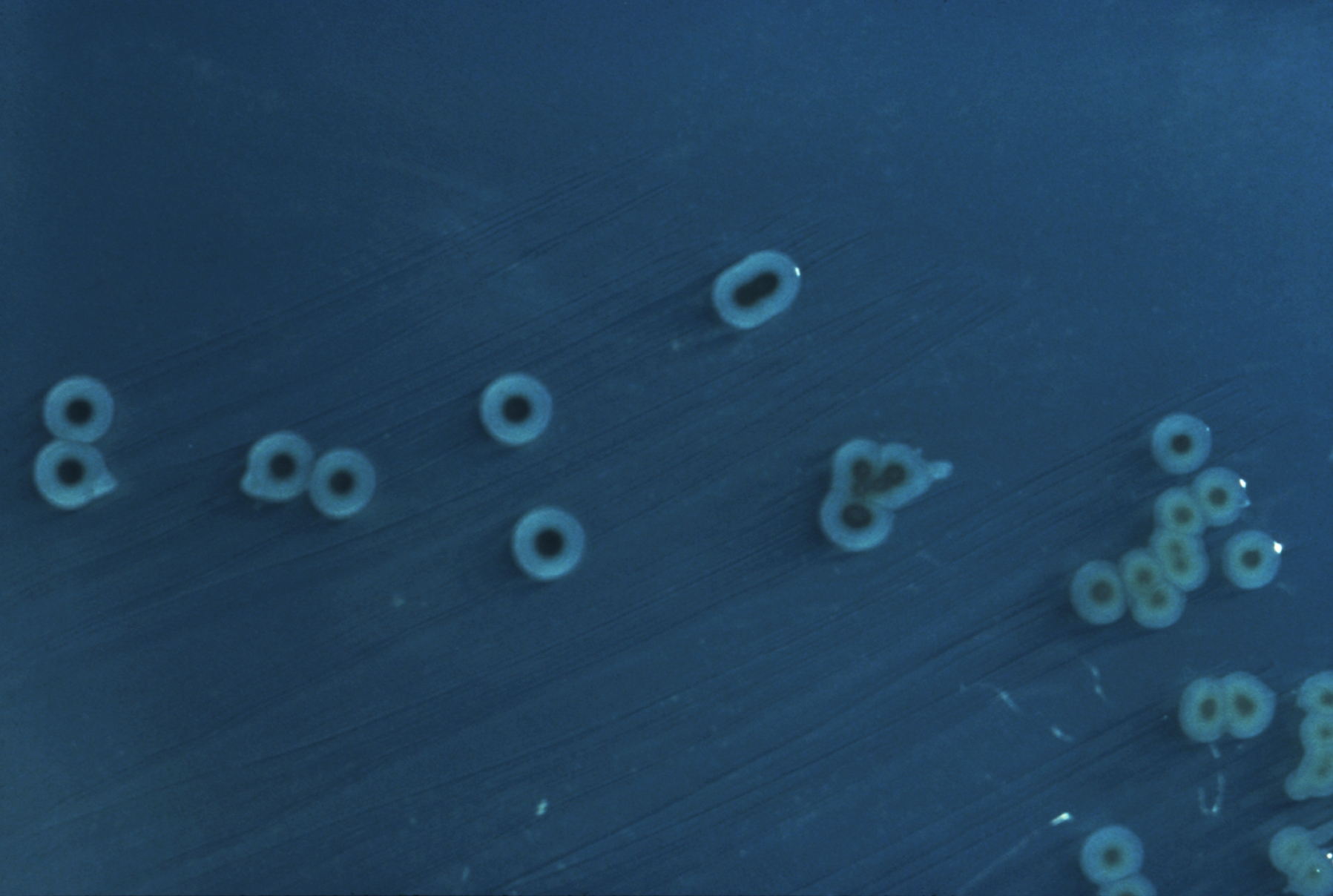
Colonie del batterio di salmonella

Un esempio di applicazione delle mutazioni in campo biomedico è il test di Ames. Il test, sviluppato negli anni settanta da Bruce Ames, ha lo scopo di determinare la cancerogenicità di una sostanza studiando la sua capacità di indurre mutazioni; in generale infatti una sostanza mutagena è anche cancerogena. È solitamente usata una forma mutata del batterio Salmonella typhimurium, ad esempio un ceppo che non è in grado di crescere in terreno privo di istidina; il ceppo è diviso in due piastre separate con terreni privi dell'amminoacido: uno di essi sarà esposto alla sostanza da testare l'altro no. Se la sostanza ha capacità mutagena ci sarà una certa probabilità che induca delle reversioni della mutazione; annulla cioè l'effetto della prima mutazione con una mutazione, permettendo di nuovo al batterio di sopravvivere anche in assenza di istidina. Sul ceppo non mutagenizzato invece non ci sarà nessuna colonia o molto poche (essendo la reversione per mutazione spontanea molto rara). Più colonie sopravviveranno nel campione mutagenizzato, maggiore sarà stato il numero di retromutazioni e quindi maggiore è la cancerogenicità della sostanza.

## Esempi di mutazioni positive
- La tolleranza al lattosio, che permette la digeribilità del latte e degli alimenti che lo contengono, è derivata secondo i genetisti da una mutazione favorevole avvenuta circa 10.000 anni fa (8.000 secondo altre fonti) che colpì gli uomini che abitavano la zona del Caucaso. È un chiaro esempio di mutazione favorevole che, in quanto tale, presto si diffuse rapidamente nella popolazione: ad oggi solo una parte della popolazione umana soffre di intolleranza per questa sostanza. Ulteriori dimostrazioni derivano dal fatto che popoli che abitarono zone lontane dall'origine della mutazione, come Asiatici e Africani, e che non vennero in stretto contatto con i caucasici, presentano oggi una maggiore diffusione dell'intolleranza al lattosio congenita.
- Un altro caso che si ritiene essere una mutazione positiva è la delezione di 32 coppie di basi nel gene umano CCR5 (CCR5-32) che conferisce all'uomo la resistenza all'AIDS negli omozigoti e ritarda gli effetti negli eterozigoti.[7] La mutazione è mediamente più diffusa tra coloro che hanno discendenza europea; una teoria per spiegare la maggiore diffusione nella popolazione europea della mutazione CCR-32 la mette in relazione con le forme di resistenza alla peste bubbonica sviluppate nella metà del quattordicesimo secolo.[8]
- La mutazione dell'apolipoproteina Apo A-1 in Apo A-1 Milano, tale mutazione conferisce agli abitanti di Limone sul Garda (portatori di questa mutazione) un'innata resistenza agli effetti dannosi del "colesterolo cattivo", dei trigliceridi elevati nel sangue e previene la formazione delle placche ateromasiche[9]; Questa proteina mutata ha conferito, inoltre, agli abitanti del paese un'estrema longevità, una dozzina di residenti ha superato i 100 anni (su circa un migliaio di abitanti).

## Esempi di mutazioni negative
- La fenilchetonuria è una malattia provocata da una mutazione genica che rallenta o blocca la capacità di trasformare l'amminoacido fenilalanina in tirosina. Questo dunque si accumula nell'organismo e se in grado di raggiungere il cervello può provocare danni neurologici. Un esemplare di gatto Man

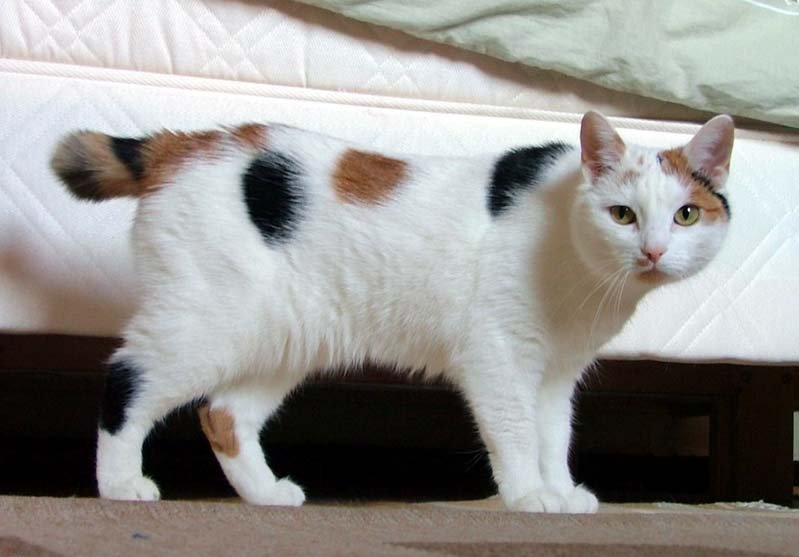
Un esemplare di gatto Man

- Il daltonismo ha tra le varie cause possibili quelle genetiche, dovute a mutazioni su geni che codificano fotorecettori.
- L'albinismo è una disfunzione genetica dovuta alla mutazione del gene per la melanina.
- L'anemia drepanocitica o anemia falciforme è una malattia del sangue conseguenza di una mutazione che provoca l'alterazione della struttura e della funzione dei globuli rossi.
- Il gatto Man si è sviluppato a seguito di un'alta frequenza di accoppiamento tra individui consanguinei. La mutazione riguarda il gene cosiddetto "M" e provoca oltre all'assenza di coda anomalie nella struttura scheletrica. Il gene è dominante ma si manifesta con diversa espressività. Gli individui omozigoti dominanti (M/M) non sopravvivono e muoiono quando sono ancora nello stato di feto nell'utero materno.

## Mutazioni per scopi commerciali
Mutazioni indotte possono essere alla base di processi per la selezione di organismi mutanti con caratteristiche vantaggiose. Sono pratiche usate principalmente in agricoltura e rivolte a specie vegetali. I vantaggi possono riguardare ad esempio la capacità di crescere in particolari condizioni ambientali, la presenza di frutti più grandi o privi di semi ecc. In molti casi le mutazioni riguardano la variazione nel numero di cromosomi. Esempi sono:
- la produzione di specie con un corredo cromosomico in più del normale e dispari (aneuploidia); le banane che troviamo in commercio, ad esempio, sono triploidi invece di diploidi. Lo scopo è di ottenere piante che siano sterili e per questo con frutti privi di semi.
- il raddoppio del corredo cromosomico (euploidia aberrante): ad esempio in molte specie di uva, che è solitamente diploide, si agisce bloccando il processo meiotico generando piante tetraploidi (con 4 corredi). In questo caso la conseguenza favorevole è l'aumento delle dimensioni del frutto (l'acino d'uva) in parallelo con l'aumento del materiale genetico.

Queste metodologie non devono essere confuse con quelle usate in ingegneria genetica e che sono alla base degli organismi geneticamente modificati (OGM).

### Libri online
- (EN) Capitolo 7, The Molecular Basis of Mutation ida Modern Genetic Analysis, Anthony J. F. Griffiths, William M. Gelbart, Jeffrey H. Miller e Richard C. Lewontin (1999) pubblicato da W. H. Freeman and Company ISBN 0-7167-3597-0.